# Młócenie

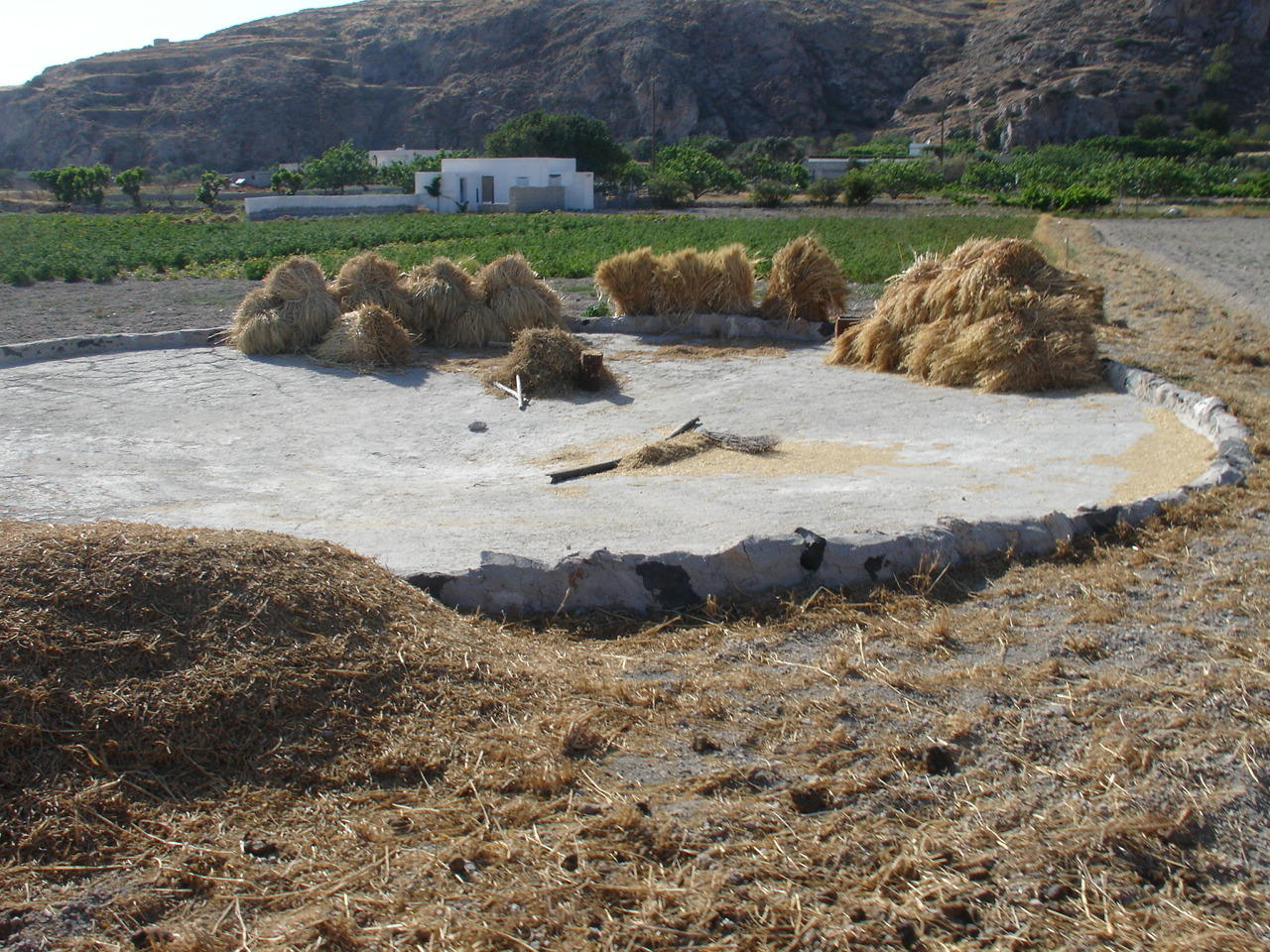
Miejsce do młócenia zboża - osioł chodzi w kółko po zbożu rozłożonym na betonowym gumnie; na pierwszym planie widoczne plewy, na podłożu resztki wymłóconego zboża, a w tle zebrana słoma (Santoryn, Grecja)

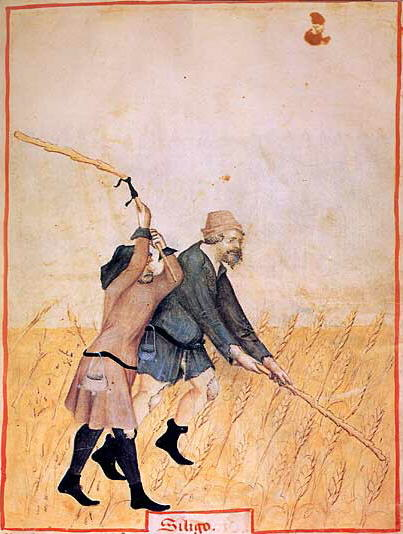
Ręczne młócenie w średniowieczu

Młocka, młócenie, omłocka, omłot, młócka – oddzielanie ziarna od słomy (wyłuskiwanie ziarna z kłosów, również ze strąków itp.), także plew i zgonin, za pomocą cepów lub maszyn.

## Metody
Można wyróżnić kilka metod młocki, począwszy od najmniej wydajnej, zarazem prymitywnej: 
- przepędzanie wołów lub koni po rozłożonym zbożu
- młocka za pomocą cepów
- młocarnie kieratowe
- młócenie młocarniami
- młócenie kombajnami zbożowymi